# Championnat de Tunisie masculin de handball 2004-2005
Navigation
Saison précédente 2003-2004 Saison suivante 2005-2006
La saison 2004-2005 du championnat de Tunisie masculin de handball est la 50e édition de la compétition. Elle est disputée en deux phases : la première en deux poules en vue de classer les clubs et la seconde en play-off et play-out. Le championnat revient, pour la 24e fois, à l'Espérance sportive de Tunis, qui remporte également la coupe de Tunisie ainsi que le doublé championnat-coupe des cadets et le championnat des écoles. En bas du tableau, la Jeunesse sportive kairouanaise, pourtant cinquième lors de l'exercice précédent, et le nouveau promu, l'Aigle sportif de Téboulba, rétrogradent en division nationale B.

## Clubs participants
- Aigle sportif de Téboulba
- Association sportive d'Hammamet
- Club africain
- El Makarem de Mahdia
- Espérance sportive de Tunis
- Étoile sportive du Sahel
- Jeunesse sportive kairouanaise
- Sporting Club de Moknine
- Stade nabeulien
- Stade sportif midien
- Union sportive sayadie
- Union sportive témimienne

## Compétition
Le barème de points servant à établir le classement se décompose ainsi :
- Victoire : 3 points
- Match nul : 2 points
- Défaite : 1 point
- Forfait et match perdu par pénalité : 0 point

### Première phase
Les trois premiers de chaque poule se qualifient au play-off et les trois autres au play-out.
- Poule A

|   | Équipe                        | Pts | J  | G | N | P | Bp | Bc | Diff | Dép |
| - | ----------------------------- | --- | -- | - | - | - | -- | -- | ---- | --- |
| 1 | Étoile sportive du Sahel      | 28  | 10 | 9 | 0 | 1 | 00 | 00 |      | +4  |
| 2 | Club africain                 | 28  | 10 | 9 | 0 | 1 | 00 | 00 |      | -4  |
| 3 | Stade sportif midien          | 22  | 10 | 6 | 0 | 4 | 00 | 00 |      | /   |
| 4 | JS Kairouan                   | 15  | 10 | 2 | 1 | 7 | 00 | 00 |      | /   |
| 5 | Aigle sportif de Téboulba (P) | 14  | 10 | 2 | 0 | 8 | 00 | 00 |      | /   |
| 6 | Union sportive sayadie        | 13  | 10 | 1 | 1 | 8 | 00 | 00 |      | /   |

- Poule B

|   | Équipe                    | Pts | J  | G | N | P | Bp | Bc | Diff |
| - | ------------------------- | --- | -- | - | - | - | -- | -- | ---- |
| 1 | ES Tunis (T)              | 27  | 10 | 8 | 1 | 1 | 00 | 00 |      |
| 2 | AS Hammamet               | 23  | 10 | 6 | 1 | 3 | 00 | 00 |      |
| 3 | Stade nabeulien (P)       | 22  | 10 | 4 | 4 | 2 | 00 | 00 |      |
| 4 | Union sportive témimienne | 21  | 10 | 5 | 1 | 4 | 00 | 00 |      |
| 5 | El Makarem de Mahdia      | 15  | 10 | 2 | 1 | 7 | 00 | 00 |      |
| 6 | Sporting Club de Moknine  | 12  | 10 | 1 | 0 | 9 | 00 | 00 |      |

### Play-off
|   | Équipe                   | Pts | J  | G | N | P | Bp | Bc | Diff |
| - | ------------------------ | --- | -- | - | - | - | -- | -- | ---- |
| 1 | ES Tunis (T)             | 28  | 10 | 9 | 0 | 1 | 00 | 00 |      |
| 2 | Étoile sportive du Sahel | 25  | 10 | 7 | 1 | 2 | 00 | 00 |      |
| 3 | Club africain            | 24  | 10 | 6 | 2 | 2 | 00 | 00 |      |
| 4 | Stade nabeulien (P)      | 17  | 10 | 3 | 1 | 6 | 00 | 00 |      |
| 5 | Stade sportif midien     | 14  | 10 | 1 | 2 | 7 | 00 | 00 |      |
| 6 | AS Hammamet              | 12  | 10 | 1 | 0 | 9 | 00 | 00 |      |

### Play-out
|   | Équipe                        | Pts | J  | G | N | P | Bp | Bc | Diff |
| - | ----------------------------- | --- | -- | - | - | - | -- | -- | ---- |
| 1 | Union sportive sayadie        | 27  | 10 | 8 | 1 | 1 | 00 | 00 |      |
| 2 | El Makarem de Mahdia          | 24  | 10 | 7 | 0 | 3 | 00 | 00 |      |
| 3 | Sporting Club de Moknine      | 23  | 10 | 6 | 1 | 3 | 00 | 00 |      |
| 4 | Union sportive témimienne     | 19  | 10 | 4 | 1 | 5 | 00 | 00 |      |
| 5 | JS Kairouan                   | 14  | 10 | 2 | 0 | 8 | 00 | 00 |      |
| 6 | Aigle sportif de Téboulba (P) | 13  | 10 | 1 | 1 | 8 | 00 | 00 |      |

### Division nationale B
La compétition se déroulée de la même façon que celle de la division nationale A. L'Association sportive de handball de l'Ariana, qui s'est détachée de l'Association sportive de l'Ariana, et El Baath sportif de Béni Khiar accèdent à la division nationale A, alors que la Jeunesse sportive de Chihia et le Wided athlétique de Montfleury rétrogradent en division d'honneur.
- Play-off[2]
  - 1er : El Baath sportif de Béni Khiar, 29 points
  - 2e : Association sportive de handball de l'Ariana, 27 points
  - 3e : Club sportif de Hiboun, 24 points
  - 4e : Zitouna Sports, 15 points
  - 5e : Olympique de Médenine, 14 points
  - 6e : Espoir sportif de Hammam Sousse, 11 points
- Play-off[3]
  - 1er : Jendouba Sports, 23 points
  - 2e : Handball Club de Djerba, 23 points
  - 3e : Stade tunisien, 20 points
  - 4e : Club sportif de Sakiet Ezzit, 20 points
  - 5e : Wided athlétique de Montfleury, 19 points
  - 6e : Jeunesse sportive de Chihia, 17 points

### Division d'honneur
L'Union sportive de Gremda et le Sporting Club de Ben Arous accèdent en division nationale B.

## Champion
- Espérance sportive de Tunis
  - Entraîneur :  Leonid Zakharov puis Sayed Ayari[4]
  - Effectif : Slim Zehani, Wassim Helal et Haythem Ben Amor (GB), Makram Jerou, Maher Daly, Hatem Harakati, Saber Tajouri, Walid Chahed, Mahmoud Gharbi, Jaleleddine Touati, Wissem Bousnina, Wissem Hmam, Houssem Hmam, Mourad Settari, Marouène Ben Abdallah, Abderrazak Torjmene et Amine Khedira[5]